# شویننا (استان سیلسیان)
شویننا (به لهستانی:  Świnna) یک روستا در لهستان است که در گمینا شویننا واقع شده‌است. شویننا ۱٬۸۹۱ نفر جمعیت دارد.